# Церковь Николая Чудотворца, что в Мясниках
Це́рковь Никола́я Чудотво́рца на Мясни́цкой (в Мясниках, Сошествия Св. Духа на Мясницкой) — православная церковь Земляного города (Москва). Разрушена в 1928 году.

## История
Церковь была построена в Мясницкой слободе, которая располагалась в Земляном городе у Мясницких ворот.
Древнейшая часть церкви документально известна с 1620 года. В 1646 году была выдана благословенная грамота на придел апостола Матфея по челобитью купца Гостиной сотни Матвея Сверчкова. Храм с приделом после перестройки был освящён 4 ноября 1690 года. К 1711 году относится упоминание придела Сошествия Св. Духа, который был вновь выстроен в 1780-х годах. В 1737 году была выстроена колокольня.
Древнейший храм стоял в глубине квартала — на фотографии из альбома Н. А. Найдёнова за колокольней слева видна главка церкви, которая стала приделом нового здания церкви, выстроенном в 1784 году по линии Мясницкой улицы. Здание древнего храма имело новгородско-псковский тип с четырьмя фронтонами по сторонам; внутри храм перекрывал сомкнутый с распалубками крещатый свод, который обладал большой выразительностью.
Никольская церковь была снесена в  1928 году. На её месте «в 1929—1936 гг. архитектор Ле Корбюзье при участии советского архитектора Н. Я. Колли построил дом № 39 (здание Центросоюза). В нём первоначально помещался Наркомлегпром, затем Министерство текстильной промышленности СССР, а с 1959 г. — Центральное статистическое управление (ЦСУ) СССР».